# Хагус, Вернер Александрович
Вернер Александрович Хагус (эст. Verner Hagus; 13 июля 1909, Ревель, Эстляндская губерния, Российская империя — 26 сентября 1988, Таллин, Эстонская ССР) — эстонский и советский артист балета. Заслуженный артист Эстонской ССР (1957).

## Биография
Родился в рабочей семье. Учился в Таллинской городской мужской торговой школе до 1927 года, начал танцевать в кружке изучения Эстонии.
С 1928 года — солист балетной труппы театра «Эстония» (с 1949 года — Театр оперы и балета «Эстония», Таллин, ныне – Национальная опера «Эстония»). Член Союза актеров Эстонии (1936) и Союза театральных деятелей Эстонской ССР (1949).
В 1964 году вышел на пенсию.

## Избранные партии
- Ли Шан-фу («Красный мак» Р. Глиэра),
- Кратт (Балет «Кратт» Тубина),
- Калевипоэг (о. п. А. Каппа),
- Клод Феролло («Эсмеральда» Пуни),
- Ротбарт («Лебединое озеро»),
- Надсмотрщик («Тийна» Аустер),
- Ромео («Ромео и Джульетта» Прокофьева) и др.

Похоронен на Таллинском Лесном кладбище.